# Повіття
Повіття (біл. Павіцце) — село в Білорусі, у Кобринському районі Берестейської області. Орган місцевого самоврядування — Повитівська сільська рада.

## Географія
Розташоване за 10 км від білорусько-українського кордону, за 50 км від Кобриня.

## Історія
Вперше згадується в XV столітті. У XVIII столітті належало Нарушевичам. У 1921 році село входило до складу гміни Леликове Каширського повіту Поліського воєводства Польської Республіки.
У жовтні 1942 року поблизу Повіття була створена перша сотня УПА, яку очолив Сергій Качинський («Остап»). Весною 1943 року поблизу села відбувся бій між відділом УПА і німцями, внаслідок якого останні відступили. З мешканців села була сформована місцева боївка УПА на чолі з Федором Савчуком. До УПА приєдналося декілька десятків юнаків-мешканців Повіття, деякі з них загинули в боях проти німців і більшовиків. Всього в лавах УПА воювало близько 120 мешканців села.
У 1946 році при заведенні сільрадою господачої книжки усіх українців записали білорусами. До 1954 року входило до Дивинського району.

## Населення
Станом на 10 вересня 1921 року в селі та на однойменному хуторі налічувалося 309 будинків та 1651 мешканець, з них:
- 783 чоловіки та 868 жінок;
- 1538 православних, 6 римо-католиків, 107 юдеїв;
- 1290 українців (русинів), 194 «тутейші», 87 євреїв та 80 поляків.

За переписом населення Білорусі 2009 року чисельність населення села становило 1528 осіб.

## Культура
Пам'яткою дерев'яної поліської архітектури села є Пречистенська церква.

## Особистості

### Народилися
- Базилюк Іван Адамович («Беруто», «Лисенко», ? — 12 травня 1945), командир кущової боївки ОУН (1945)[6].
- Бриштень Олександр Якович («Батько», Панцер, 1894 — 26 серпня1945), курінний УПА[6].
- Дорофей Михайло Іванович («Конопленко», 1921 — 15 червня 1946), провідник Березнівського та Антопольського районного проводу ОУН, очільник зв'язкової групи ОУН[6].
- Ковальчук («Бондаренко»), заступник командира підрозділу УПА О. Бриштеля, очільник підрозділу УПА[6].
- Концевич Михайло Филимонович («Липа», ? — 12 травня 1945), провідник Кобринського надрайонного проводу ОУН[6].